# 訃報 1970年7月
訃報 1970年7月（ふほう 1970ねん7がつ）では、1970年（昭和45年）7月中に物故した、又は物故が報じられた人物についてまとめる。

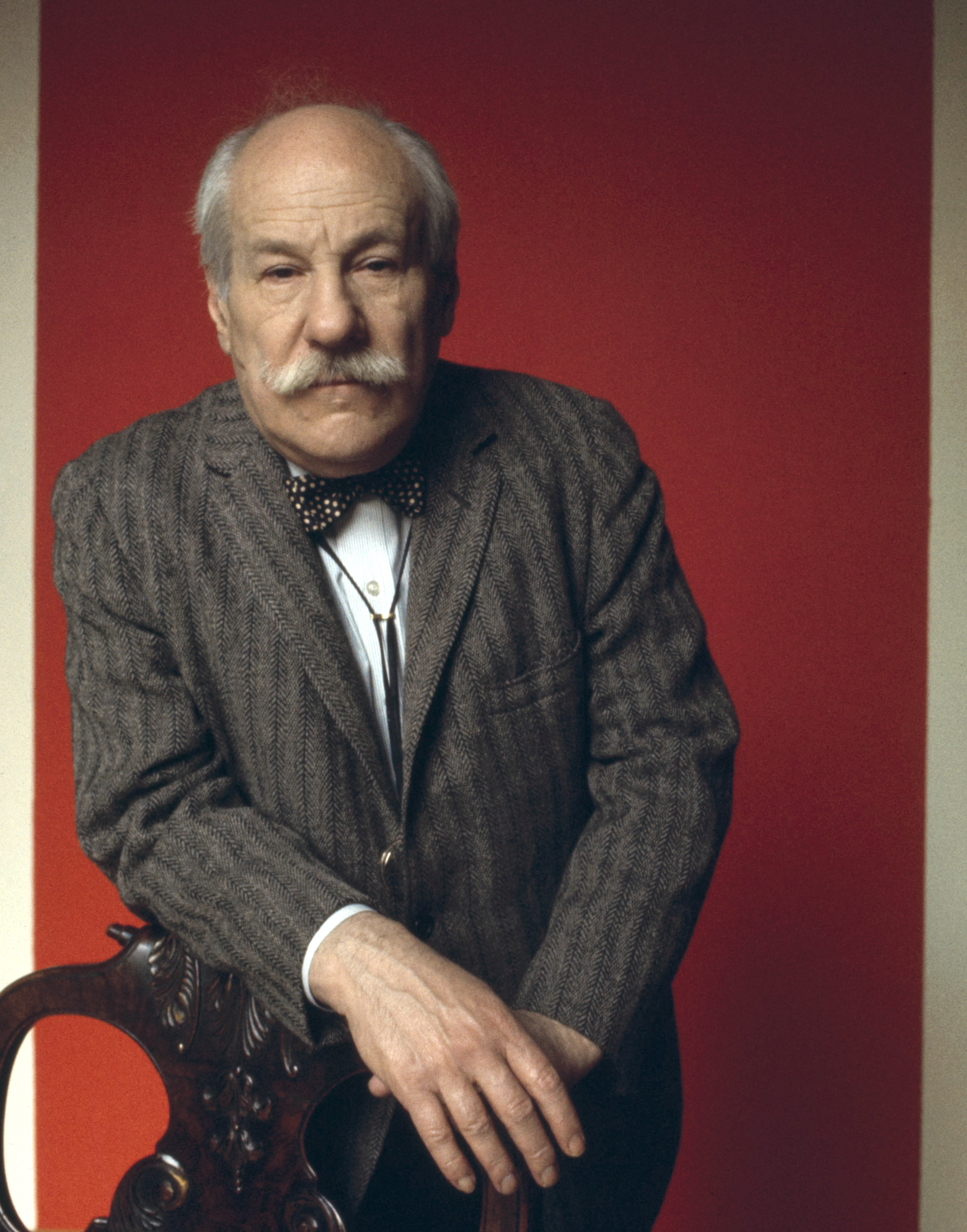
バーネット・ニューマン / 7月4日没

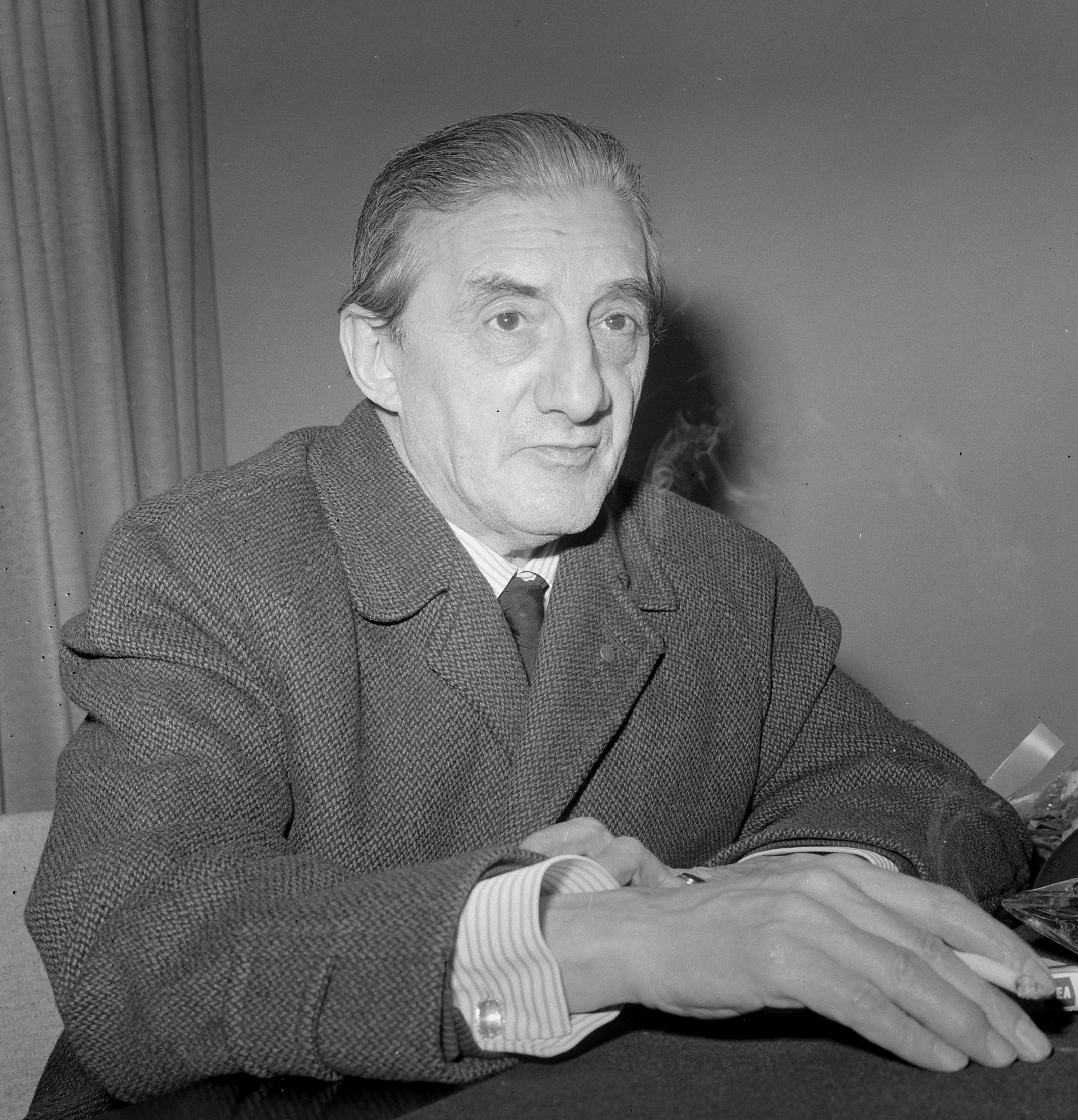
ジョン・バルビローリ / 7月29日没

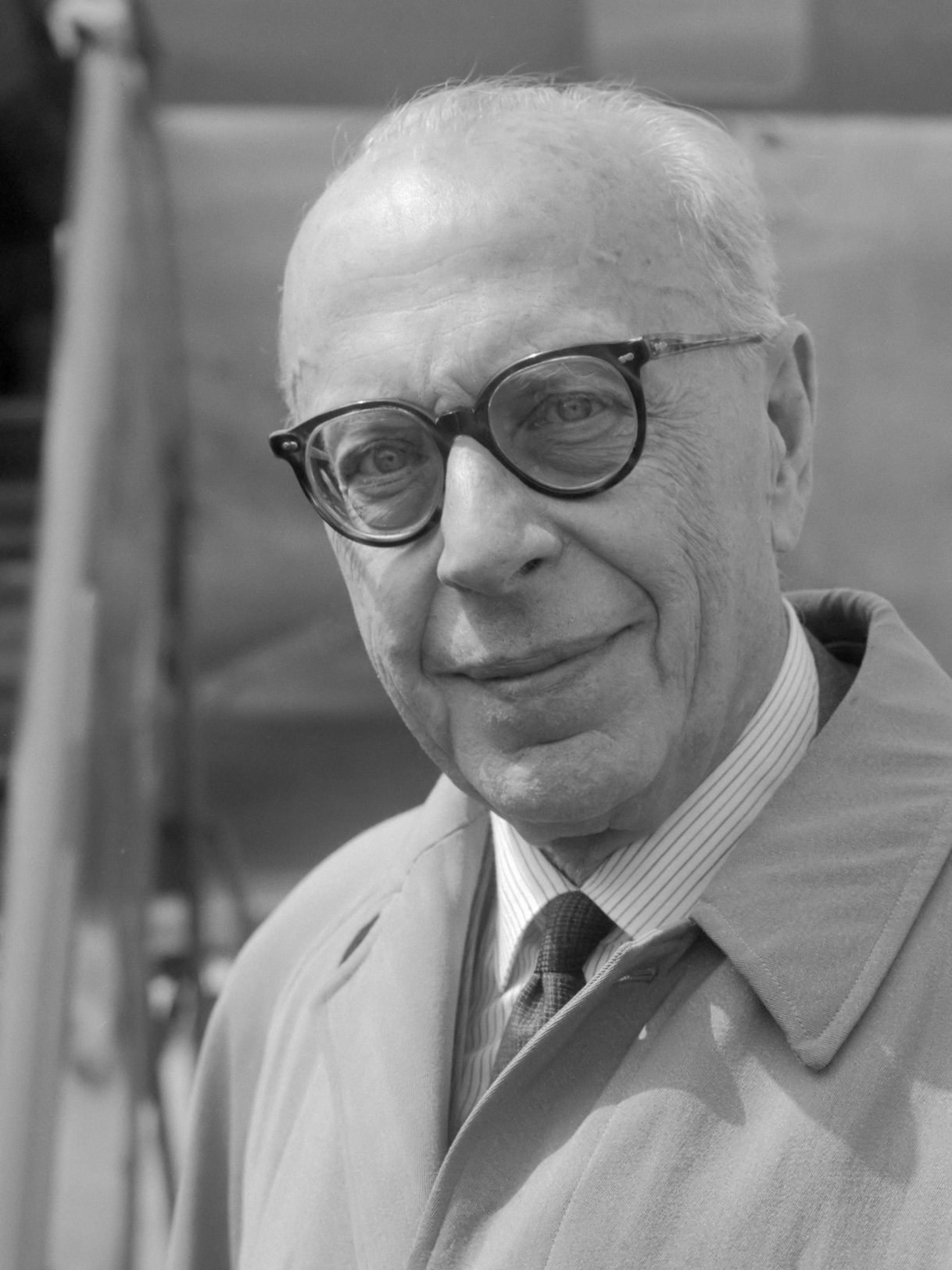
ジョージ・セル / 7月30日没

## （1日 - 15日）
- 7月2日 - 工藤一三、柔道家（* 1898年）
- 7月2日 - 平井泰太郎、経営学者（* 1896年）
- 7月2日 - ヴァレリオ・アリ、陸上競技選手（* 1892年）
- 7月3日 - 西久光、物理学者（* 1886年）
- 7月4日 - バーネット・ニューマン、美術家（* 1905年）
- 7月4日 - 太田哲三、会計学者・公認会計士（* 1889年）
- 7月4日 - 伊谷半次郎、政治家・実業家（* 1889年）
- 7月4日 - ハロルド・スターリング・ヴァンダービルト、ヴァンダービルト家の一族（* 1884年）
- 7月5日 - デヴィッド・サパートン、ピアニスト（* 1889年）
- 7月6日 - アーサー・H・コープランド、数学者（* 1898年）
- 7月7日 - 一力次郎、実業家（* 1893年）
- 7月8日 - 安井藤治、陸軍軍人・政治家（* 1885年）
- 7月10日 - 比屋根安定、キリスト教神学者・宗教学者（* 1892年）
- 7月10日 - フェリックス・ガイヤール、政治家（* 1919年）
- 7月12日 - 関義長、技術者・実業家（* 1892年）
- 7月13日 - レズリー・グローヴス、軍人（* 1896年）
- 7月13日 - A・L・サドラー、日本文学・文化研究者（* 1882年）
- 7月13日 - 盛世才、政治家・軍人（* 1892年）
- 7月14日 - 長谷川万吉、地球物理学者（* 1894年）
- 7月15日 - エリック・バーン、医師（* 1910年）

## （16日 - 31日）
- 7月21日 - ミハイル・ゲラシモフ、ソ連の学者（* 1907年）
- 7月22日 - フリッツ・コルトナー、俳優（* 1892年）
- 7月23日 - 藤田尚徳、海軍軍人・神職・侍従長（* 1880年）
- 7月26日 - ヴィルヘルム・シェップマン、ドイツの軍人・政治家（* 1894年）
- 7月27日 - アントニオ・サラザール、政治家・経済学者（* 1889年）
- 7月28日 - ゼキ・ヴェリディ・トガン、歴史家・トルコ学者・政治家（* 1890年）
- 7月28日 - 冠松次郎、登山家（* 1883年）
- 7月28日 - サウル・カストン、トランペット奏者・指揮者（* 1901年）
- 7月29日 - ジョン・バルビローリ、指揮者（* 1899年）
- 7月30日 - ジョージ・セル、指揮者（* 1897年）
- 7月30日 - 中島多茂都、日本画家（* 1900年）